# Tadjoura (Region)
Tadjoura (auch Tadjourah oder Tajura geschrieben, arabisch تاجورة Tadschura, DMG Taǧūra) ist eine Region im Norden Dschibutis. Hauptort der Region ist die gleichnamige Stadt Tadjoura mit 22.000 Einwohnern. Andere größere Orte sind Randa, Dorra und Balho. Die Region Tadjoura hat etwa 87.000 Einwohner.
Die Region grenzt im Norden und Nordwesten an Äthiopien und Eritrea, im Nordosten an die Region Obock, im Süden an Dikhil und Arta und im Südosten an den Golf von Tadjoura. Der Assalsee liegt im Süden der Region. Im Dreiländereck zwischen Dschibuti, Eritrea und Äthiopien liegt der Mousa Ali, mit 2028 m die höchste Erhebung Dschibutis. Der Forêt du Day ist der einzige Wald in ganz Dschibuti.